# 14 (număr)
14 (paisprezece) este un număr natural precedat de 13 și urmat de 15.

## În matematică
- Este al șaptelea număr compus, având divizorii 1, 2, 7, 14.[1]
- Este un număr semiprim, deoarece în afară de el însuși și de 1, are doi divizori.[2][3]
- Este un număr briliant.[4][5] deoarece este un produs de numere prime având același număr de cifre.
- Este un număr Catalan.[6][7]
- Nu există nicio rezolvare a formulei φ(x) = 14, ceea ce înseamnă că 14 este un număr nontotient.[8] În plus, 14 este cel mai mic număr nontotient.
- Este primul număr Keith.[9]
- Este un număr Pell–Lucas.[10]
- Este un număr pătrat piramidal.[11]
- Este un număr stella octangula.[12]
- Este un număr Størmer.[13][14]
- În sistemul hexadecimal, 14 este reprezentat E16.
- Conform inegalității lui Shapiro, 14 este cel mai mic număr n astfel încât să existe x1, x2, ..., xn astfel încât:

{\displaystyle \sum _{i=1}^{n}{\frac {x_{i}}{x_{i+1}+x_{i+2}}}<{\frac {n}{2}}}
unde xn + 1 = x1, xn + 2 = x2.
- Este numărul maxim al rețelelor Bravais care pot fi reprezentate pentru umplerea unui spațiu tridimensional.[15]

## În știință
- Este numărul atomic al siliciului.[16]
- Este masa atomică a azotului.

### Astronomie
- NGC 14 este o galaxie neregulată din constelația Pegas.
- Messier 14 este un roi globular din constelația Ofiucus.
- 14 Irene este o planetă minoră.
- 14P/Wolf este o cometă periodică din sistemul solar.

## În alte domenii
Paisprezece se mai poate referi la:
- Codul pentru departamentul francez Calvados.
- Cei Paisprezece ajutători, sfinți creștini.
- Vârsta de consimțământ sexual în unele state.
- Cea mai comună vârstă minimă pentru răspundere penală în statele europene.[17]
- Numărul de versuri fixe dintr-un sonet.[18]
- Sonata pentru pian nr. 14 sau Sonata lunii, de Ludwig van Beethoven.
- Numărul de cărți din seria Roata timpului, de Robert Jordan.
- DN14, DN14A, DN14B, drumuri naționale din România.
- M14, o pușcă automată care folosește cartușul 7,62×51mm NATO (.308 Winchester).
- R14, drum național din Republica Moldova.
- M14 (în prezent M5) - În timpul Uniunii Sovietice, era un important traseu rutier care conecta Odesa de Brest (Belarus)